# Mette Pfeffer
Mette Marleen Pfeffer (* 12. Juli 2005) ist eine deutsche Volleyballspielerin.

## Karriere
Pfeffer begann ihre Karriere in den Jugendmannschaften des Dresdner SC und durchlief seit 2017 sämtliche Nachwuchsteams des Vereins. In der Saison 2020/21 rückte sie erstmals in den 2. Liga-Kader des VC Olympia Dresden auf, dem Nachwuchsförderprogramm des DSC. Ab der Spielzeit 2023/24 war sie dort in der 2. Bundesliga Pro aktiv. In der darauffolgenden Saison stand sie in einzelnen Spielen bereits im Bundesliga-Kader des Dresdner SC. Ab der Saison 2025/26 gehört Pfeffer fest zum Kader der Erstligamannschaft, sie erhielt einen Drei-Jahres-Vertrag.
Sie durchlief diverse Nachwuchskader der deutschen Nationalmannschaft.